# Laissaud
Laissaud est une commune française située dans le département de la Savoie, en région Auvergne-Rhône-Alpes.

## Géographie

### Climat
Pour des articles plus généraux, voir Climat d'Auvergne-Rhône-Alpes et Climat de la Savoie.
En 2010, le climat de la commune est de type climat des marges montargnardes, selon une étude du Centre national de la recherche scientifique s'appuyant sur une série de données couvrant la période 1971-2000. En 2020, Météo-France publie une typologie des climats de la France métropolitaine dans laquelle la commune est exposée à un climat de montagne ou de marges de montagne et est dans la région climatique Alpes du nord, caractérisée par une pluviométrie annuelle de 1 200 à 1 500 mm, irrégulièrement répartie en été.
Pour la période 1971-2000, la température annuelle moyenne est de 11,2 °C, avec une amplitude thermique annuelle de 18,9 °C. Le cumul annuel moyen de précipitations est de 1 250 mm, avec 9,7 jours de précipitations en janvier et 8,4 jours en juillet. Pour la période 1991-2020, la température moyenne annuelle observée sur la station météorologique de Météo-France la plus proche, « Montmelian », sur la commune de Montmélian à 6 km à vol d'oiseau, est de 12,4 °C et le cumul annuel moyen de précipitations est de 987,3 mm,. Pour l'avenir, les paramètres climatiques de la commune estimés pour 2050 selon différents scénarios d'émission de gaz à effet de serre sont consultables sur un site dédié publié par Météo-France en novembre 2022.

## Urbanisme

### Typologie
Au 1er janvier 2024, Laissaud est catégorisée petite ville, selon la nouvelle grille communale de densité à sept niveaux définie par l'Insee en 2022.
Elle appartient à l'unité urbaine de Pontcharra, une agglomération inter-départementale regroupant cinq  communes, dont elle est une commune de la banlieue,,. Par ailleurs la commune fait partie de l'aire d'attraction de Chambéry, dont elle est une commune de la couronne,. Cette aire, qui regroupe 115 communes, est catégorisée dans les aires de 200 000 à moins de 700 000 habitants,.

### Occupation des sols
L'occupation des sols de la commune, telle qu'elle ressort de la base de données européenne d’occupation biophysique des sols Corine Land Cover (CLC), est marquée par l'importance des territoires agricoles (68,6 % en 2018), en augmentation par rapport à 1990 (66,9 %). La répartition détaillée en 2018 est la suivante : 
terres arables (40,1 %), zones agricoles hétérogènes (28,4 %), forêts (20,3 %), eaux continentales (6,8 %), zones urbanisées (4,4 %).
L'IGN met par ailleurs à disposition un outil en ligne permettant de comparer l’évolution dans le temps de l’occupation des sols de la commune (ou de territoires à des échelles différentes). Plusieurs époques sont accessibles sous forme de cartes ou photos aériennes : la carte de Cassini (XVIIIe siècle), la carte d'état-major (1820-1866) et la période actuelle (1950 à aujourd'hui).

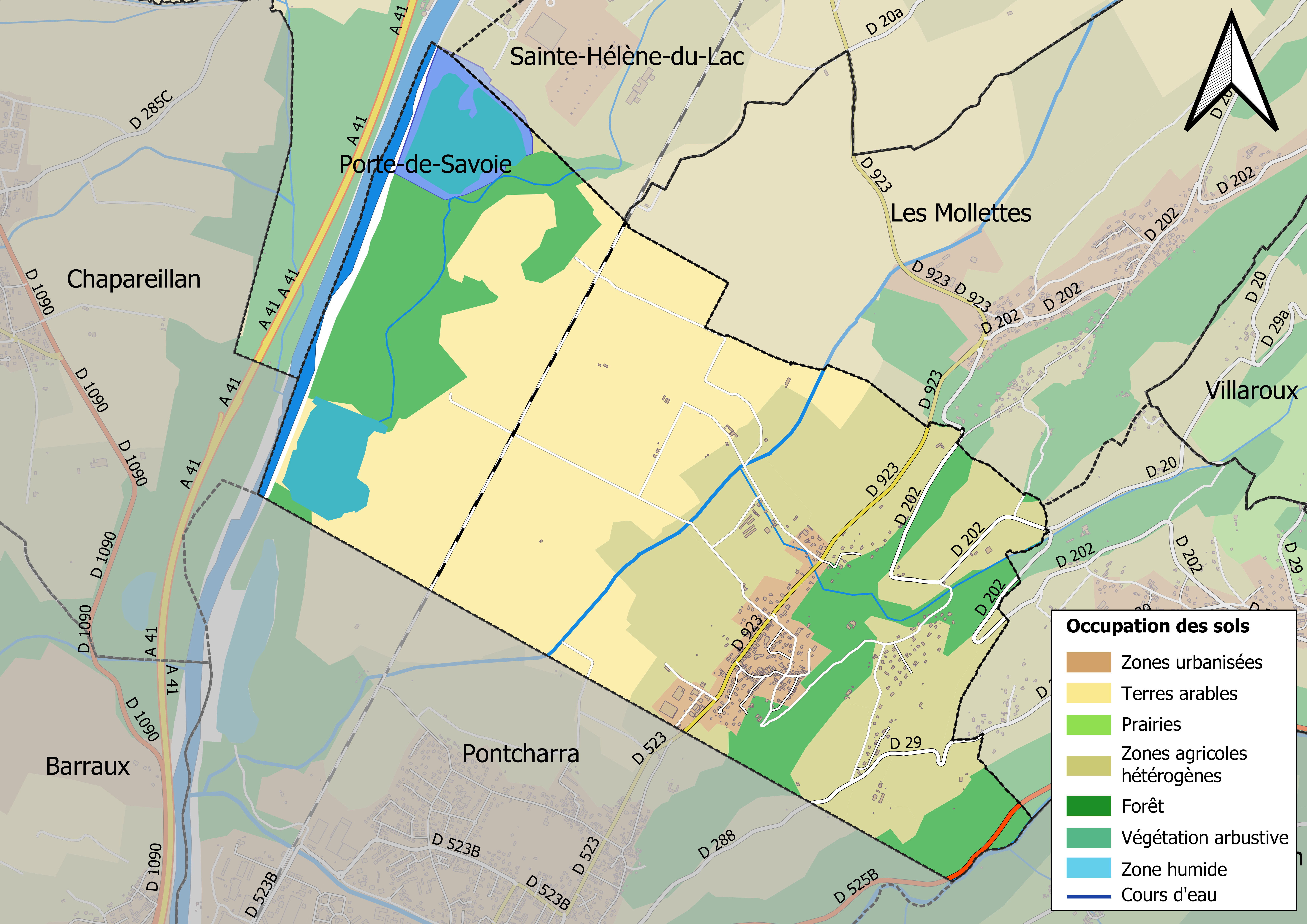
Carte des infrastructures et de l'occupation des sols en 2018 (CLC) de la commune.
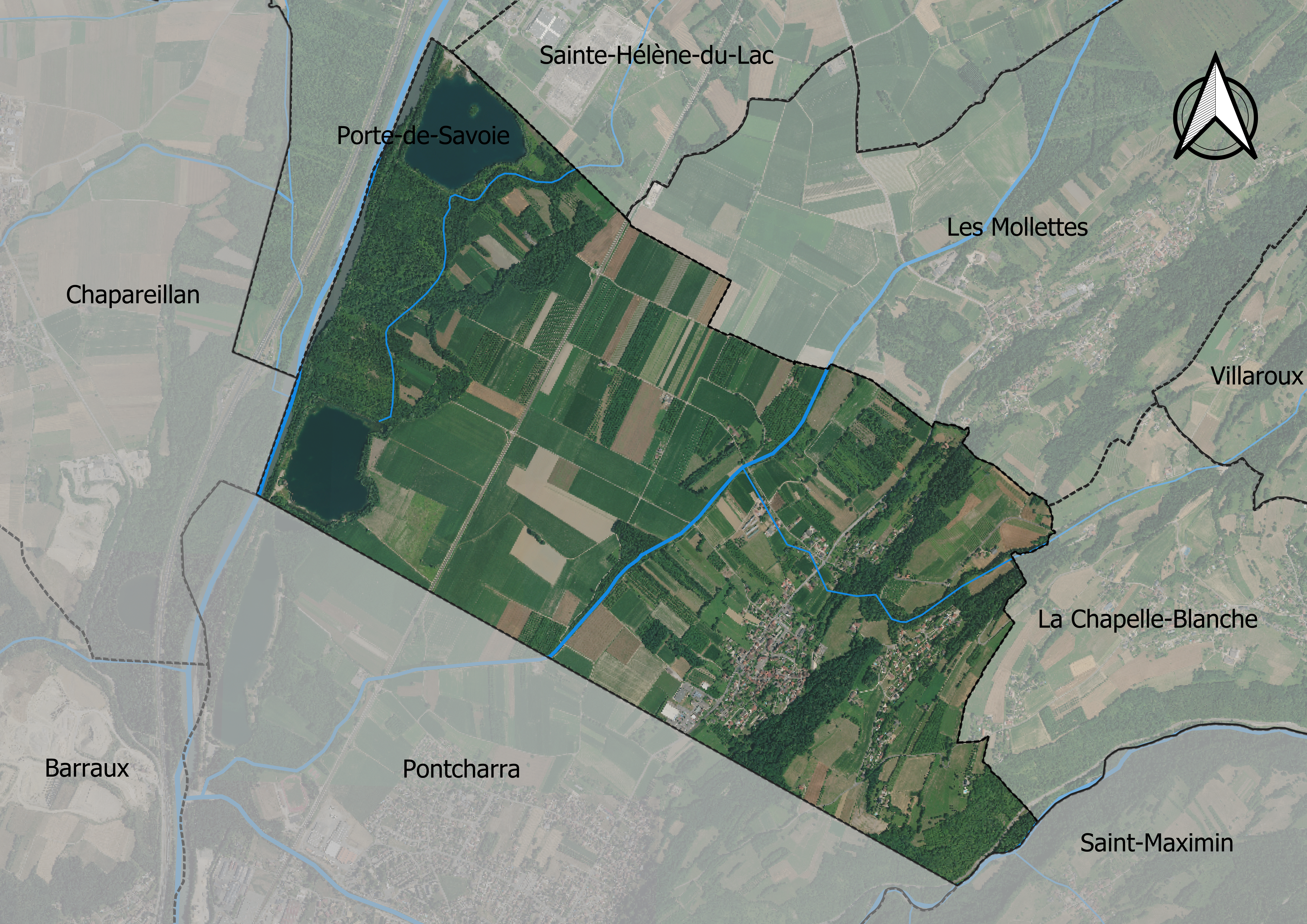
Carte orthophotogrammétrique de la commune.

## Toponymie
On trouve la forme Lessoz, en 1250 et 1339, Lessaud, en 1793 (Carte de Cassini). Le toponyme, d'origine préceltique (Nègre, Toponymie générale de la France, 1990), semble le pluriel du franco-provençal sòt, désignant un trou ou un fossé, avec agglutination de l'article.
En francoprovençal, le nom de la commune s'écrit Léssô, selon la graphie de Conflans.

## Politique et administration
| Période                                  | Période                  | Identité                  | Étiquette | Qualité |
| ---------------------------------------- | ------------------------ | ------------------------- | --------- | ------- |
| Les données manquantes sont à compléter. |                          |                           |           |         |
| mars 2001                                | mars 2008                | Michel Bracco             |           |         |
| mars 2008                                | 2011                     | Robert Derrion            |           |         |
| 2011                                     | En cours (au avril 2014) | Bernard Chassande-Barrioz |           |         |

La commune est membre de la Communauté de communes Cœur de Savoie. Elle appartient au Territoire du Cœur de Savoie, qui regroupe une quarantaine de communes de la Combe de Savoie et du Val Gelon.

## Démographie
L'évolution du nombre d'habitants est connue à travers les recensements de la population effectués dans la commune depuis 1793. Pour les communes de moins de 10 000 habitants, une enquête de recensement portant sur toute la population est réalisée tous les cinq ans, les populations de référence des années intermédiaires étant quant à elles estimées par interpolation ou extrapolation. Pour la commune, le premier recensement exhaustif entrant dans le cadre du nouveau dispositif a été réalisé en 2006.

En 2022, la commune comptait 752 habitants, en évolution de +13,94 % par rapport à 2016 (Savoie : +3,63 %, France hors Mayotte : +2,11 %).
| 1793 | 1800 | 1806 | 1822 | 1838 | 1848 | 1858 | 1861 | 1866 |
| ---- | ---- | ---- | ---- | ---- | ---- | ---- | ---- | ---- |
| 298  | 374  | 405  | 457  | 579  | 583  | 529  | 517  | 525  |

| 1872 | 1876 | 1881 | 1886 | 1891 | 1896 | 1901 | 1906 | 1911 |
| ---- | ---- | ---- | ---- | ---- | ---- | ---- | ---- | ---- |
| 504  | 476  | 476  | 435  | 441  | 428  | 426  | 423  | 409  |

| 1921 | 1926 | 1931 | 1936 | 1946 | 1954 | 1962 | 1968 | 1975 |
| ---- | ---- | ---- | ---- | ---- | ---- | ---- | ---- | ---- |
| 330  | 346  | 348  | 350  | 298  | 306  | 315  | 286  | 294  |

| 1982 | 1990 | 1999 | 2006 | 2011 | 2016 | 2021 | 2022 | - |
| ---- | ---- | ---- | ---- | ---- | ---- | ---- | ---- | - |
| 411  | 458  | 525  | 599  | 628  | 660  | 730  | 752  | - |

## Économie

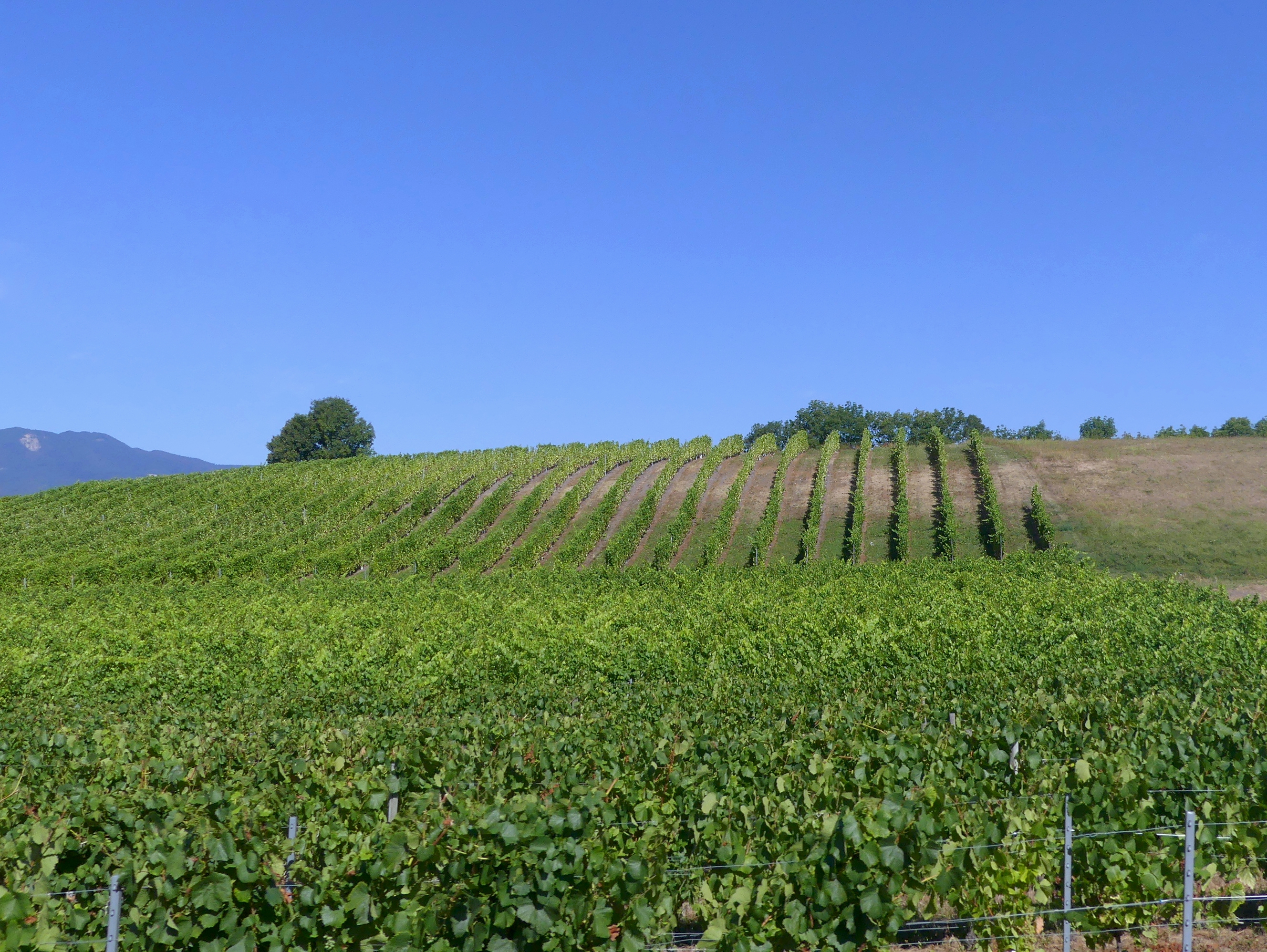
Vignobles sur les hauteurs.

Le commune fait partie de l'aire géographique de production et transformation du « Bois de Chartreuse », la première AOC de la filière Bois en France,.

## Culture locale et patrimoine

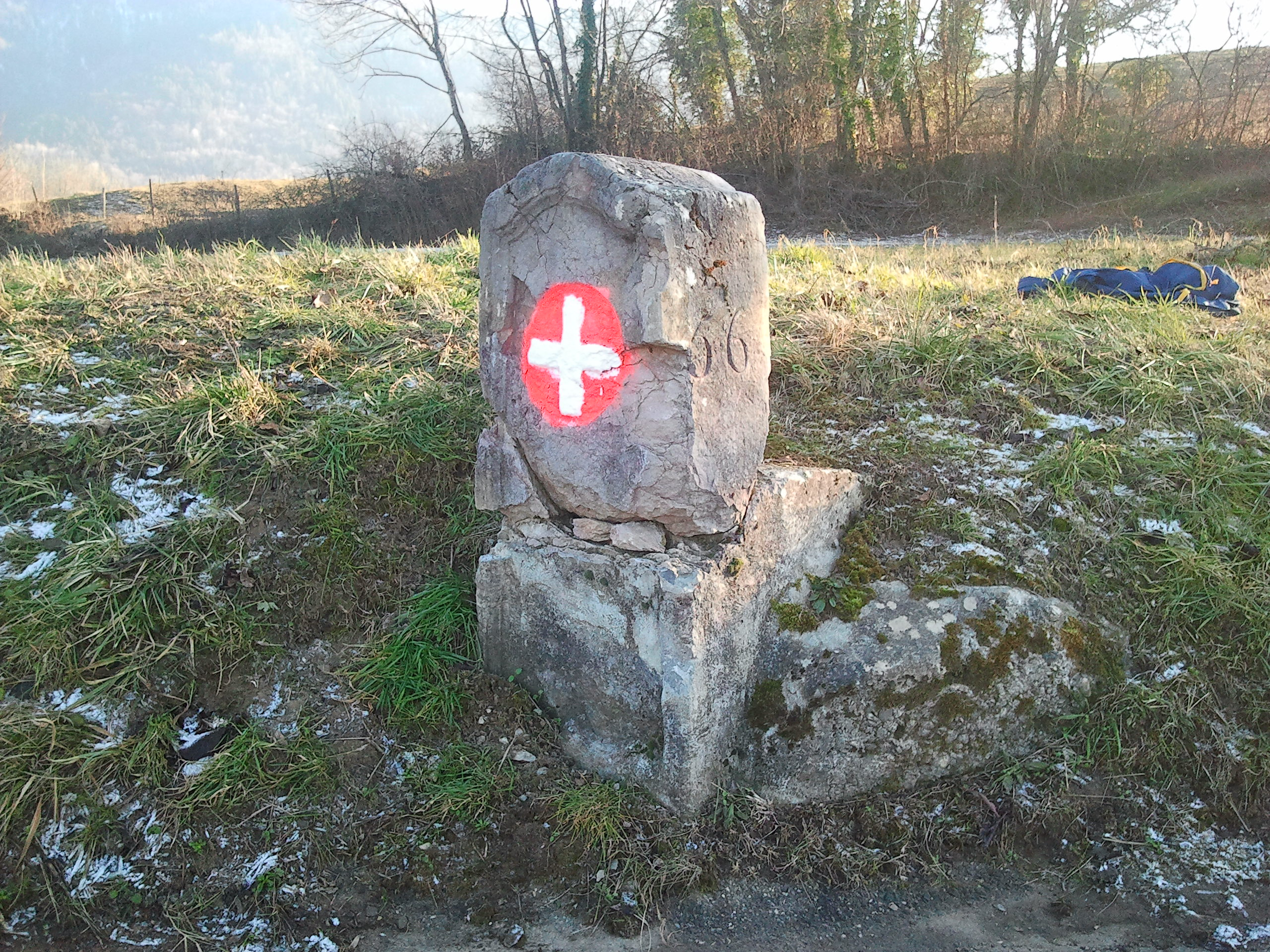
Borne frontière n°56 séparant l'ancien duché de Savoie au royaume de France datant de 1822 entre Pontcharra et Laissaud

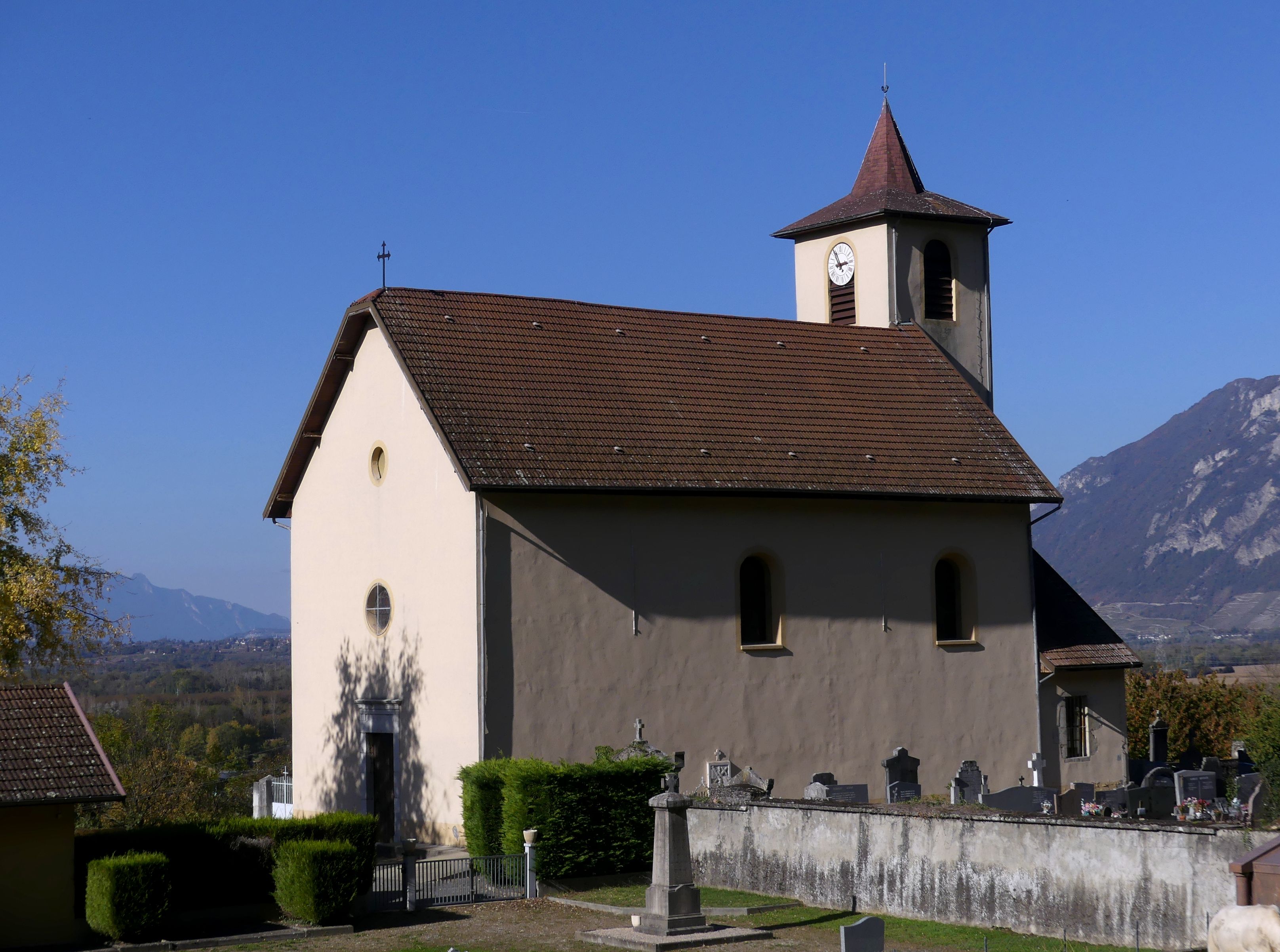
Église St-François-de-Sales.

### Tourisme
En 2014, la capacité d'accueil de la commune, estimée par l'organisme Savoie Mont Blanc, est de 25 lits touristiques répartis dans 5 structures.